# Aphanodactylus panglao
Aphanodactylus panglao is een krabbensoort uit de familie van de Aphanodactylidae. De wetenschappelijke naam van de soort is voor het eerst geldig gepubliceerd in 2009 door Ng & Naruse.